# Procreation
Procreation – drugi album zespołu NoNe wydany w 2001 roku nakładem wytwórni Metal Mind Productions.
Materiał muzyczny na płytę został zarejestrowany w dniach 10-20 sierpnia 2001 w sali Zakładu Karnego Koronowo, zaś wokale w dniach od 1 września do 20 października 2001 w studiu Laronerma Sound Instytut w Poznaniu. Mastering został wykonany w Studio Q w Pile.

## Lista utworów
1. „Procreation” – 5:19
2. „My Fear” – 3:07
3. „No Authorities” – 3:52
4. „Life for Sound” – 5:56
5. „I Can't” – 4:49
6. „Crocodile's Bed” – 4:06
7. „Take Away My Pain” – 3:48
8. „Scars to Scars” – 3:59
9. „Nothing Will Be the Same” – 8:43

## Twórcy
Członkowie zespołu
- Aleksander „Olo” Mendyk – gitara rytmiczna, śpiew[6]
- Michał „Mihau” Kaleciński – gitara basowa[6]
- Tomasz „Demolka” Molka – perkusja[6]
- Rafał „Meti” Janas – gitara rytmiczna[6]

Autorami muzyki i tekstów utworów na płycie byli członkowie zespołu, z wyjątkiem poniżej wymienionych.
Uczestnicy gościnnie
- Bartosz Rogalewicz – „Intro”[6]
- Przemysław „Perła” Wejmann (Guess Why) – tekst utworu „Crocodile's Bed”, śpiew w tymże[6]
- Mikołaj „Emef” Fajfer (Sweet Noise) – tekst utworu w „Life For Sound”, śpiew w tymże i w „My Fear”[6]
- „Szulas” (Deliverance) – drumla w „Life for Sound”[6]
- „Zgrychu” – perkusja w „Life for Sound”[6]
- Maja, „Cobra” – współpraca przy tworzeniu tekstów utworów[6]

Udział innych
- Jacek Chraplak – produkcja muzyczna, miksowanie[6]
- Tomasz Dziubiński – produkcja wykonawcza[6]
- Waldemar Kerl – techniczny gitar zespołu[6]
- Krzysztof Szatkowski, Filip Korzeniowski – zdjęcia[6]
- Filip Korzeniowski / Perfect Error – projekt okładki[6]